# BMD-3
BMD-3 (Boyevaya Mashina Desanta , tiếng Nga: "Боевая Машина Десанта", nghĩa là "Xe chiến đấu đổ bộ đường không") là một loại xe chiến đấu bộ binh hạng nhẹ do Liên Xô/Nga chế tạo. BMD-3 có thể lội nước và đổ bộ đường không với kíp xe + phân đội đổ bộ trong xe. BMD-3 được trang bị nhằm hỗ trợ hỏa lực cho các đơn vị xung kích đường không và đổ bộ đường không. Đây không phải là biến thể nâng cấp của BMD-1, nó là một xe được thiết kế lại hoàn toàn với hệ thống treo thủy khí, thân mới, và động cơ diesel 2V-06-2 mạnh mẽ mới, và được lắp tháp pháo đầy đủ của BMP-2.
BMD-3 được sản xuất tại Nhà máy máy kéo Volgograd, Volgograd, Nga, mã sản xuất là Objekt 950 và đưa vào trang bị cho lực lượng dù (VDV) vào năm 1990, trước khi Liên Xô sụp đổ. Hiện có 123 chiếc BMD-3 và 60 BMD-4 đang phục vụ trong các đơn vị đổ bộ đường không Nga.

## Mô tả
Xe chiến đấu đổ bộ đường không BMD-3 là loại xe bánh xích, giáp nhẹ, cơ động cao, có khả năng lội nước linh hoạt, trang bị hỏa lực mạnh đủ sức đối phó hiệu quả với các loại xe bọc thép hiện đại cũng như binh lực của đối phương. Xe có thể được thả dù từ máy bay với kíp chiến đấu ngồi sẵn trong xe ở các ghế được thiết kế đặc biệt.
Vũ khí của BMD-3 bao gồm pháo 2A42 cỡ nòng 30mm, hệ thống ống phóng tên lửa chống tăng có điều khiển 9K113 Konkurs hoặc 9K113M Konkurs-M. Xe cũng được trang bị súng phóng lựu tự động AG-17 cỡ nòng 30mm và súng máy đồng trục PKTM cỡ nòng 7,62mm.
Trên thân xe có 4 lỗ châu mai để phân đội đổ bộ sử dụng các loại hỏa lực cá nhân ngay từ trong xe: 1 cho súng máy hạng nhẹ và 3 cho súng trường tiến công. Pháo chính và súng máy đồng trục được trang bị bộ ổn hướng 2 trục.
Khung xe được thiết kế chuẩn hoá cho dòng xe chiến đấu đổ bộ đường không bánh xích đa dụng với trọng lượng từ 12 đến 18 tấn.

## Biến thể
- BMD-3 (Object 950) – kiểu cơ sở,
- BMD-4 (Object 960) – khung gầm được sửa đổi với tháp pháo "Bakhcha-U" mới: pháo chính 2A70 100 mm, pháo tự động 2A72 30mm, súng máy 7,62 mm, hệ thống điều khiển hỏa lực "Ramka" mới và không dùng AGS-17. Vũ khí tương tự với vũ khí trang bị cho BMP-3. Mẫu thử BMD-4 còn được gọi là BMD-3M.
  - BMD-4M – biến thể nâng cấp với khung gầm mới hoàn toàn và động cơ 500 hp UTD-29 của BMP-3. Phiên bản này sẽ được Kurganmashzavod (KTZ) sản xuất thay vì do VgTZ làm. Xe được giới thiệu cho VDV vào tháng 3 năm 2008.[3]
- RKhM-5 (Object 958) – xe trinh sát hóa học, trang bị các thiết bị đặc biệt như phiên bản RKhM-4 của BTR-80. Bỏ tháp pháo, RKhM-5 có thượng tầng cố định với súng máy.
- BTR-MD "Rakushka" (Object 955) – xe vận chuyển đa năng có thân lớn hơn và không có tháp vũ khí. Nó được dùng để vận chuyển binh lính, nhiên liệu, vũ khí và thương binh. Nó cũng là khung gầm cơ sở cho các loại xe chuyên dụng của lực lượng đổ bộ đường không Nga, bao gồm xe pháo cối, xe cứu thương BMM-D, xe đài chỉ huy và xe sửa chữa. Một số biến thể sẽ có khung gầm dài hơn với 7 bánh và có lẽ là động cơ 510 hp như của 2S25.
  - BTR-MDM – phiên bản hiện đại hơn với những cải tiến tương tự như BMD-4M.
- 2S25 "Sprut-SD (Object 952) – pháo chống tăng tự hành trang bị pháo 2A75 125 mm và có thể bắn tên lửa chống tăng 9M119 Svir. Khung gầm có 7 bánh chịu lực thay vì 5 bánh, động cơ là 2V-06-2S 510 hp. 2S25 có trọng lượng chiến đấu là 18 tấn và kíp xe 3 người.